# Front universitaire antifasciste
Pour les articles homonymes, voir FUA.
Le Front universitaire antifasciste (FUA) qui s'était d'abord appelé Front étudiant antifasciste puis Front uni antifasciste, était un groupement d'organisations étudiantes antifascistes françaises, créé en avril 1961 pour combattre le Putsch des généraux et ses conséquences, qui réunissait aussi des organisations de lycéens. Il était soutenu par des intellectuels comme Jean-Paul Sartre, Pierre Vidal-Naquet ou Laurent Schwartz. De nombreux étudiants l'ont rejoint, aussi bien à Paris qu'à Marseille, Aix en Provence ou à Caen.

## Création
Dans le contexte de la fin de la guerre d'Algérie marqué par les attentats de l’OAS, le Front universitaire antifasciste est formé en réaction au putsch d’Alger du 23 avril 1961 par Alain Krivine, ce dernier étant alors militant de l'Union des étudiants communistes, mais allant dans les six à sept mois qui suivent rejoindre secrètement les rangs des trotskystes[pas clair]. Sa chambre d'étudiant a été plastiquée par des partisans de l'Algérie française, en son absence.
Un premier « Front étudiant antifasciste » (FEA) est lancé par plusieurs cercles antifascistes qui se sont créés en Faculté d'histoire, autour d'Alain Krivine puis s'élargissent en FUA (Front uni antifasciste) naissant. Le FUA fédère aussi différents comités d’action antifasciste lycéens et étudiants qui s’étaient créés spontanément depuis la fin des années 50. D'abord c'est une coordination de groupes locaux animée par Alain Krivine. « En quelques jours, la plupart des militants du Quartier Latin rejoignent cette initiative « unitaire par le bas », obligeant finalement » les dirigeants des Étudiants socialistes unifiés et de l'Union des étudiants communistes à s'y joindre et s'y investir. La FGEL s'y dissout même quelque temps, selon Tudi Kernalegenn, chercheur à l'Institut de sciences politiques Louvain. Mais peu à peu, ayant du mal à se réunir, les groupes peinent à renouveler leurs militants.
Parmi ses premiers animateurs, Jean-Louis Peninou, qui représente les étudiants du PSU (Étudiants socialistes unifiés, ESU) et son ami Marc Kravetz, qui est chef du service d'ordre du FUA et organise un grand meeting du FUA en 1962 réunissant 3 000 membres du service d'ordre parmi les étudiants des facultés parisiennes.
Fin 1961, Henri Vacquin organise un meeting à la faculté des sciences, au cours duquel il propose de créer un FUA, et il reçoit la réponse positive de 300 personnes. Puis il propose de fédérer les cercles anti-fascistes des différentes facultés en un seul « Front uni » et reçoit le soutien de près d'un millier de personnes et d'intellectuels célèbres, Jean-Paul Sartre, Pierre Vidal-Naquet ou Laurent Schwartz. Parmi les autres jeunes étudiants qui rejoignent le mouvement, Jean-Paul Ribes, Tiennot Grumbach, Serge July ou encore Bernard Kouchner, qui est avec d'autres chargé d'assurer la protection de l'appartement de Simone de Beauvoir, l'écrivaine et philosophe engagée contre la guerre d'Algérie[réf. nécessaire]. Selon d'autres sources, l'initiative d’une telle structure avec un tel nom serait plutôt le fait d’étudiants pour la plupart issus du secteur Lettres de la Sorbonne, présents au sein de l’Union des étudiants communistes (UEC) et rassemblés autour d'Alain Krivine, qui assurera la direction du FUA[réf. nécessaire].

### Motivations
Parmi les motivations des militants à la création du FUA, l'organisation des manifestations et contre- manifestations, protection de certains lieux. À la Faculté de droit de Paris-Panthéon, où dominent les partisans de l'Algérie française, il permet d'assurer un pluralisme des listes aux élections universitaires et se créé l’Association générale des étudiants en droit et sciences économiques de Paris (AGEDESEP), soit une AGE distincte de celle de la corpo de droit, animée par Antoine Griset.

### Assise sociale
À ses débuts, le FUA regroupe principalement des trotskystes et des militants de la gauche de l'UEC mais elle comprenait aussi en son sein un certain nombre d’étudiants du PSU et de la Jeunesse étudiante chrétienne.
Parmi ses militants, certains adhérents de l'UEC vont aussi devenir maoïstes et créer l'Union des jeunesses communistes marxistes-léninistes (UJCml) en 1966, dont certains fonderont en 1969 la Gauche prolétarienne[réf. nécessaire].

### Leaders
Le président du FUA est Alain Krivine. Responsable des étudiants en préparation aux grandes écoles au sein de l’Union nationale des étudiants de France (UNEF), qui a adhéré fin 1961 au Parti communiste internationaliste. En 1962, Alain Krivine a obtenu le ralliement de l'UEC au Front Universitaire antifasciste, ce qui permet aux 150 militants de sa fraction de gauche de contrôler l'UEC de la Sorbonne, avec leurs propres finances et publications[source insuffisante]. D'autres étudiants en histoire avec lui militeront au FUA, Pierre Goldman, Henri Weber et Marie-Noëlle Thibault.

### Contexte politique

#### Relations avec le gouvernement
Si treize comités antifascistes de Sorbonne étaient membres de cette organisation antifasciste, le FUA s'est heurté à une polémique voulant que les groupes étudiants liés à l'UNEF doivent désormais s'occuper de taches « syndicales », spécifiques aux questions étudiantes, et « laisser à d'autres la lutte antifasciste », la guerre d'Algérie tirant à sa fin. Début février, le FUA est donc poussé à se mettre en sommeil, mais cette option fait débat en son sein. Le gouvernement menace de ne plus subventionner l'UNEF, après avoir suspendu sa subvention de fonctionnement à partir de 1960. Début 1962, de nombreuses assemblées générales locales adoptent une position attentiste. Seule la puissante FGEL de Paris continue à être active officiellement au sein du FUA.
Cet attentisme de la direction de l'UNEF, même si elle est toujours aux mains des ex-minos[Qui ?] qui réclamaient l'engagement contre la guerre d'Algérie entraîne la création à la Sorbonne et dans d'autres universités d'une opposition de gauche, qui a son propre bureau à la Sorbonne, menée par la Fédération générale des étudiants en lettres, ou FGEL mais aussi par l'Association générale des étudiants en médecine à la Faculté de médecine de Paris. De là démarre une génération de militants qui ont progressivement acquis une conscience politique, des techniques permettant d'élargir les objectifs des mobilisation aux luttes sociales mais aussi d'élargir le périmètre des étudiants mobilisés via la création de groupes d'études, par discipline, où chacun peut apporter ses idées et regards critiques sur l'enseignement et les conditions de vie universitaires, dont la FGEL constitue un modèle pleinement opérationnel, qui a permis un relatif quadrillage militant à la Sorbonne, pensé par Alain Krivine et son second Henri Weber[réf. nécessaire].

#### Relations avec l'extrême-droite
Le FUA préconisait une lutte radicale contre les projets putschistes de l'extrême droite. Ses méthodes d'organisation pour s'y opposer ont pu aller jusqu'à de violents affrontements avec les partisans de l'OAS, dont le FUA était la cible dans le quartier latin, l'OAS étant parfois renforcés par les militants de Jeune Nation. La chambre d'étudiant d'Alain Krivine ayant été plastiquée en son absence, une réunion est organisée pour organiser un raid-éclair contre une manifestation pro-Algérie française. Le succès du raid amène à constituer un service d'ordre, par une réunion Salle des horticulteurs, où l'on attend 200 personnes et découvre qu'elles sont 500 présentes par la suite, en vue de s'opposer aux manifestations de la partie adverse .
L'extrême-droite tenta d'infiltrer le FUA, via deux étudiants de HEC, qui sont interrogés, fouillés et remis à la police car de la littérature favorable à l'OAS a été retrouvée dans leur sacs.
Une partie des militants du FUA fondent le Comité de liaison des étudiants révolutionnaires, appelé aussi « l'Occident de gauche », face au PCF et aux ESU du PSU, jugés trop mous, et être capable de résister, via la création d'un service d'ordre efficace, aux attaques d'un mouvement d'extrême-droite rendu violent par la guerre d'Algérie, la Fédération des étudiants nationalistes, constituée le 1er mai 1960 par des étudiants – généralement issus de Jeune Nation, et dont une partie, exclue en février 1964, se transformera en « Occident ». Le service d'ordre du comité de liaison des étudiants révolutionnaires s'entraîne à la salle de sport de la Montagne Sainte-Geneviève et à la salle Censier.
En février 1962, la revue Perspective ou Cahiers bimensuels de la Section Sorbonne-Lettres du Parti socialiste unifié accuse François Duprat de s'être attaqué à la permanence du Comité anti-fasciste de l'institut de Géographie et met par ailleurs en cause un membre du Comité de rédaction de La Nation française hebdomadaire royaliste français actif de 1955 à 1967 et ardent défenseur de l'Algérie française[source insuffisante].

#### Relations avec le PCF
Le FUA était favorable à l’indépendance de l'Algérie et organisa avec le Comité anticolonialiste l'un des rassemblements de protestation après le massacre du 17 octobre 1961 et dans la foulée les manifestations des 19 décembre 1961 et 8 février 1962 contre les attentats de l'OAS. Les étudiants du Parti socialiste unifié reprochent en particulier aux représentants de l'UEC au sein du Front de ne pas vouloir que le FUA parle de « Révolution algérienne » et d'exiger qu'il emploie des périphrases pour parler de la « lutte contre le régime Gaulliste » ou encore de se présenter comme « oppositionnels » mais de toujours attendre que parle le délégué du Comité central du PCF pour ensuite « se soumettre et jouer aux martyrs »[réf. nécessaire]. Aux yeux du PCF, le FUA portait un discours révolutionnaire proche de celui des troskystes, que les adeptes de l'orthodoxie communiste ne pouvaient cautionner sans perdre leur identité[réf. nécessaire].

### Suites à long terme
Dans le sillage de la création du Front universitaire antifasciste, ou l'année précédente, des partis animés par des jeunes se sont créés comme le PSU fondé en 1960, qui a créé les ESU[réf. nécessaire].
De nombreux militants du FUA étaient aussi membre de l'Union des étudiants communistes (UEC), en grande partie sans être adhérents du PCF. L'UEC subira trois scissions lorsque celui-ci tentera de reprendre la main à sa direction. C'est d'abord en 1961, après la 1re « crise de l'UEC », la fondation du Comité de liaison des étudiants révolutionnaires par des militants trostkistes ou proches d'eux, qui se dotent d'un service d'ordre musclé.
Cinq ans après la création du FUA, une partie de l’aile gauche des étudiants communistes, organisées dans une structure indépendante de l'Union des étudiants communistes dirigée par Alain Krivine, l'ont suivi lorsqu'il a décidé de quitter l'UEC après la destitution de l'équipe animant son journal Clarté pour donner naissance à la Jeunesse communiste révolutionnaire (JCR) en décembre 1965. Une trois scissiona lieu dans le courant de l'année 1966 avec la fondation de l'Union des jeunesses communistes marxistes-léninistes, qui adopte une doctrine maoïste, autour des étudiants de l'École normale supérieure de la rue d'Ulm à Paris puis de plusieurs lyces où des classes préparatoires y[À quoi ?] sont consacrées[réf. nécessaire].

### Personnalités ayant participé au FUA
- Jean-Paul Sartre, prix Nobel de littérature 1964[1],[9]
- Pierre Vidal-Naquet, historien[9]
- Laurent Schwartz, médaille Fields 1950 de mathématiques[1],[9]
- Alain Krivine (fondateurs)[1]
- Henri Vacquin (fondateurs)[1]
- Jean-Paul Ribes[1]
- Tiennot Grumbach[1]
- Serge July[1]
- Bernard Kouchner[1]
- Marc Kravetz[1]
- Jean-Louis Peninou[1]
- Pierre Goldman, écrivain[9]
- Antoine Griset